# James Sisnett
James Emmanuel "Doc" Sisnett (22 de fevereiro de 1900 – 23 de maio de 2013) foi um supercentenário barbadense. James nasceu e foi criado em Saint George, ele passou a vida trbalhando como ferreiro, trabalhador da fábrica de açúcar e agricultor, e não se aposentou como agricultor até completar 100 anos. Ele era o homem vivo mais velho verificado no Hemisfério ocidental, o segundo homem vivo mais velho do mundo e o último homem negro nascido no século XIX. Ele também foi o único supercentenário verificado de Barbados e junto com Jiroemon Kimura (que morreu 20 dias depois de Sisnett), um dos últimos homens nascidos no século XIX.

## Biografia
Sisnett nasceu em 22 de fevereiro 1900, em Saint George, Barbados, o filho de James Albert Egerton Sisnett e Matilda Ann Pitt Sisnett. Ele cresceu em Saint George, frequentou cinco anos de escola e depois treinou como um ferreiro até 1920. Ele então se juntou à Fábrica de açúcar Kendal, onde trabalhou em numerosas posições, até se aposentar em 1970 como o principal engenheiro da fábrica. Ele também era um agricultor, e continuou nesse comércio até 2000.
Sisnett casou sua primeira esposa, Anita Dowling, em 23 de dezembro de 1923 e teve cinco filhos com ela antes de sua morte em 1937. Ele se casou com sua segunda esposa, Josephine Evelyn, em 1942 e teve mais seis. No momento da sua morte, ele tinha 25 netos e 19 bisnetos. Entre seus irmãos, duas irmãs viveram até os 100 anos e duas outras morreram aos 98 e 99 anos.

## Vida posterior
Em seus últimos anos, Sisnett tinha vários apelidos, incluindo "Doc" e "Grandad". Aos 100 anos, ele recebeu a chave da cidade de Bridgetown, a capital de Barbados, e, em 2001, foi premiado com a Honra do Centenário de Barbados pelo Governador Geral Clifford Husbands. Ele comemorou seu 110.º aniversário com uma reunião de 200 pessoas, incluindo Mighty Gabby, que escreveu e realizou uma música para a ocasião. Uma estrada em Saint George foi nomeada em sua homenagem.
Sisnett morreu em seu sono de causas naturais em 23 de maio de 2013 aos 113 anos e 90 dias, em uma casa de repouso em Christ Church. Ele tinha uma excelente memória e tinha estado em boa saúde antes de sua morte, nunca tendo sido paciente hospitalar. Até o seu aniversário de 100 anos, a visita de seu único médico ocorreu aos nove anos, quando recebeu rum para curar uma dor de dente. Em 2007, sofreu cirurgia ocular a laser aos 106 anos, para remover cataratas e também sofreu perda auditiva. Em 2011, amostras de seu sangue, bem como a de alguns de seus parentes, foram tomadas por uma empresa americana interessada no estudo da longevidade.